# 서진 회제
서진 회황제 사마치(西晉 懷皇帝 司馬熾, 284년 ~ 313년 3월 14일)는 서진 황조의 제3대 황제이다. 자는 풍도(豊度)이다. 서진의 초대 황제인 무제 사마염의 25번째 아들이다.

## 생애

### 초기
290년 사마염이 붕어하기 직전에 예장왕(豫章王)에 봉해졌고, 307년 이복형 혜제 사마충이 독살당하자 황위에 올랐다. 그러나 311년 흉노에 의해 세워진 한나라의 열종 소무제 유총에 의해 사로잡혔고 313년 처형되었다.

### 전조에서의 삶
사마치는 사로잡힌 이후에도 전조(당시 한)의 수도에서 1년 반 동안 굴욕적인 삶을 살았다. 312년 유총에 의해 회계공(會稽公)에 봉해졌다. 유총은 한 연회에 사마치를 초대한 이후에, 사마치가 예장왕이던 시절에 서로 만났던 일에 대해 평했다.
"공이 예장왕이던 때에, 왕제(王濟)와 함께 당신을 뵌 적이 있습니다. 왕제는 나를 칭찬했고, 공은 "당신의 명성을 들어서 알고 있소."라고 했지요. 그리곤 공은 손수 작곡한 음악을 보여주었고, 왕제와 내게 작사를 부탁하였습니다. 우리는 공을 찬양하는 가사를 썼고, 당신은 정말 좋아했지요. 그리고 화살을 쏘면서 시간을 보냈습니다. 난 열두 번 명중시켰고, 왕제와 당신은 아홉 번씩 명중시켰죠. 그리고 뽕나무 활과 은 벼루를 선물로 받았습니다. 기억하시나요?"
그리고 사마치가 말하길, "어떻게 그것을 잊겠습니까? 후회스러운 것은 용을 미처 몰라뵈었다는 것입니다." 라고 하자, 이 칭찬을 들은 유총이 이에 감탄하여 묻길, "일족끼리 살육을 벌인 것에 대해서는 어떻게 생각하시는지요." 라고 하자 사마치는 다음과 같이 대답하였다.
"그건 사람의 의지가 아니고 하늘의 뜻이었습니다. 한나라는 신의 가호를 받으려는 참이었고, 우리 일족은 그래서 한나라를 위해 제거되었습니다. 우리가 무제의 뜻을 받들어 단합된 상태로 있었다면, 어떻게 주군께서 황제가 되었겠습니까? "
유총은 깊이 감명하였고, 밤새도록 서로 이야기를 나누었다. 다음 날, 유총은 아끼던 첩을 사마치에게 선물로 주었고 그 첩은 회계공작부인이 되었다.

## 죽음
313년, 황실의 새해 맞이 행사에서 유총은 사마치에게 고급 관리용 포도주를 접대하도록 했다. 서진의 관리였던 유민(庾珉)과 왕준(王雋)은 이런 굴욕적인 광경을 보고 감정이 복받쳐올라 크게 울고 말았다.
이것이 유총의 화를 돋워, 유민과 왕준은 물론 서진 시대의 관리들에게 모두 반역 및 서진 장수 유곤(劉琨)에 대한 내통 혐의를 뒤집어씌워 사형에 처했으며, 사마치도 독살당하였다.

## 가족
- 조부 : 태조 문황제 사마소(太祖 文皇帝 司馬昭)
- 조모 : 문명황후 왕씨 왕원희(文明皇后 王氏 王元姫)
  - 부황 : 세조 무황제 사마염(世祖 武皇帝 司馬炎)
  - 모후 : 효회태후 왕씨 왕원희(曉懷太后 王氏 王媛姬)
    - 황후(정후) : 회황후 양씨 양난벽(懷皇后 梁氏 梁蘭璧)
      - 제 1황자 : 태자 사마전(太子 司馬詮)[생모미상]

    - 이복 형 : 서진 혜제 사마충(西晋 惠帝 司馬衷)

## 기년
| 회제        | 원년            | 2년        | 3년        | 4년        | 5년        | 6년        | 7년        |
| ----------- | --------------- | ---------- | ---------- | ---------- | ---------- | ---------- | ---------- |
| 서력 (西曆) | 307년           | 308년      | 309년      | 310년      | 311년      | 312년      | 313년      |
| 간지 (干支) | 정묘(丁卯)      | 무진(戊辰) | 기사(己巳) | 경오(庚午) | 신미(辛未) | 임신(壬申) | 계유(癸酉) |
| 연호 (年號) | 영가(永嘉) 원년 | 2년        | 3년        | 4년        | 5년        | 6년        | 7년        |